# 深圳机场旅客捷运系统
深圳机场旅客捷运系统是深圳宝安国际机场的旅客运输系统，现连接于T3航站楼和卫星楼，是深圳首个旅客捷运系统。2021年12月7日随宝安机场卫星楼一同投入使用。

## 线路概况
深圳机场捷运系统采用无人驾驶自动运行模式，在T3航站楼和卫星厅全天不间断运行。线路全长2.6公里，初期设两个车站。旅客从T3航站楼乘坐APM列车，3分钟左右便可到达卫星厅。

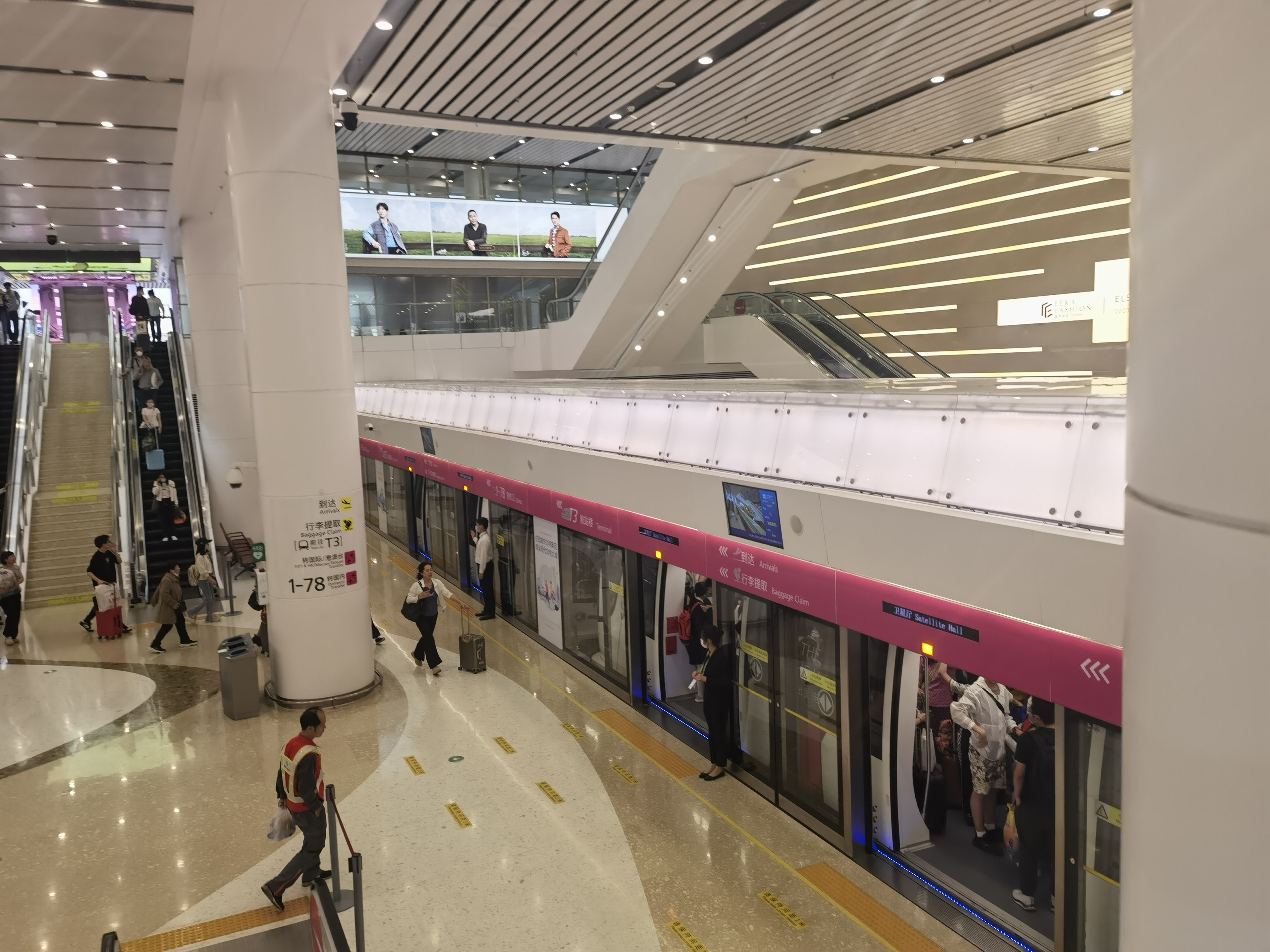
卫星楼站
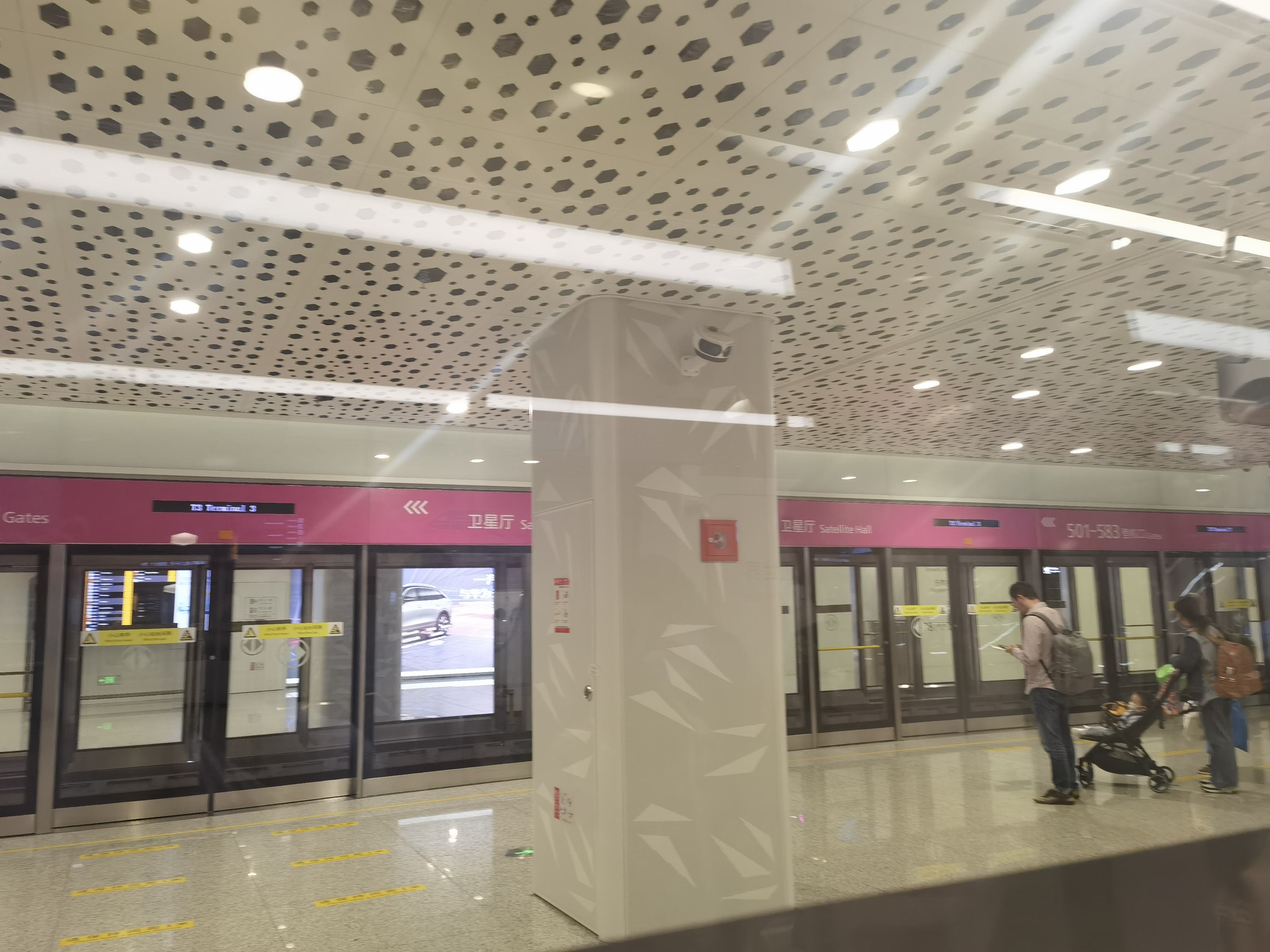
T3站抵达月台

## 车辆
车辆采用中车浦镇庞巴迪生产的庞巴迪Innovia APM 300型列车，运营初期共设有18节独立车厢，后期将根据客流情况灵活调整编组列车规模，单节车最大载客量为147人，最高运行速度80km/h，目前每列有三节单独车厢编组。

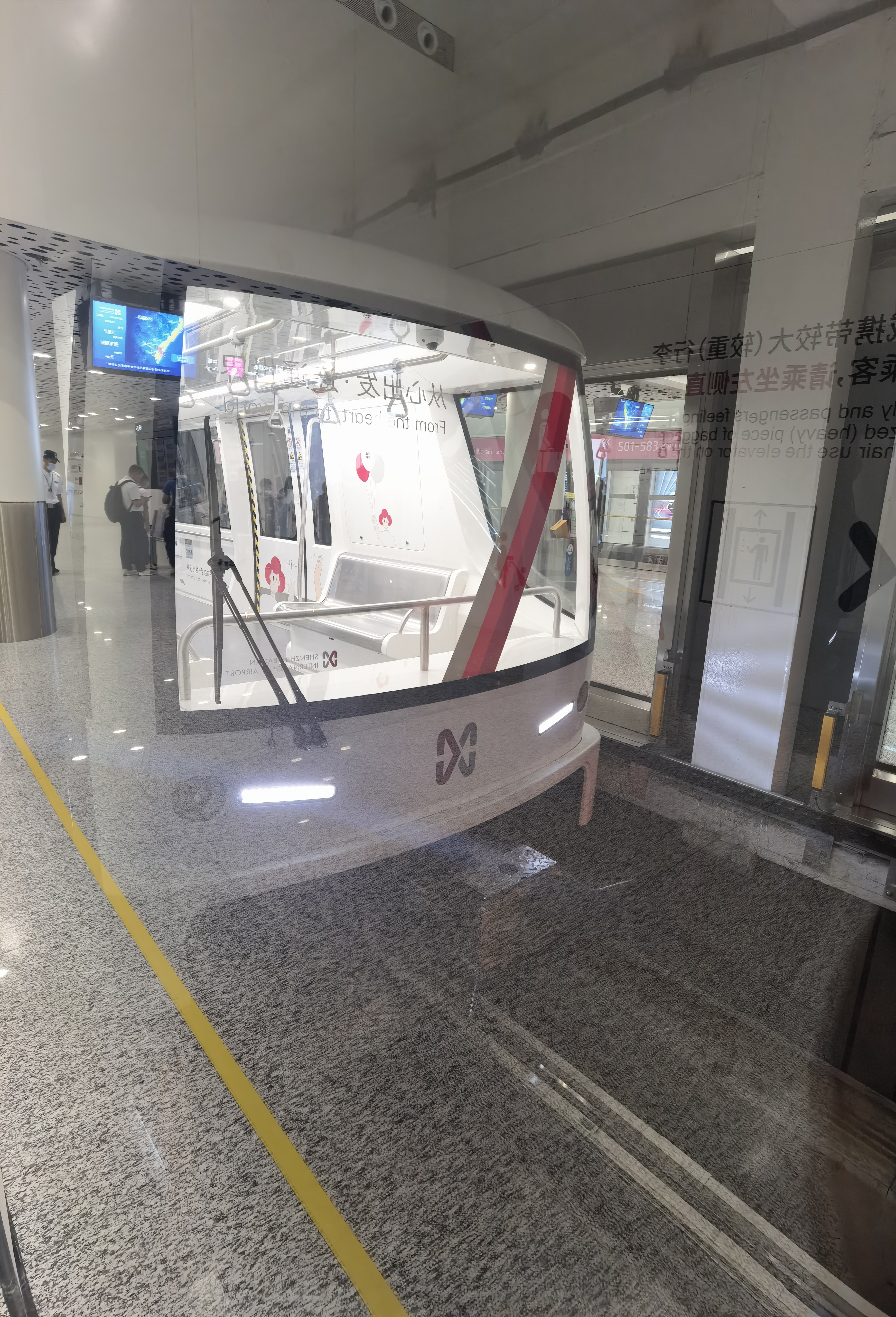
列车车头
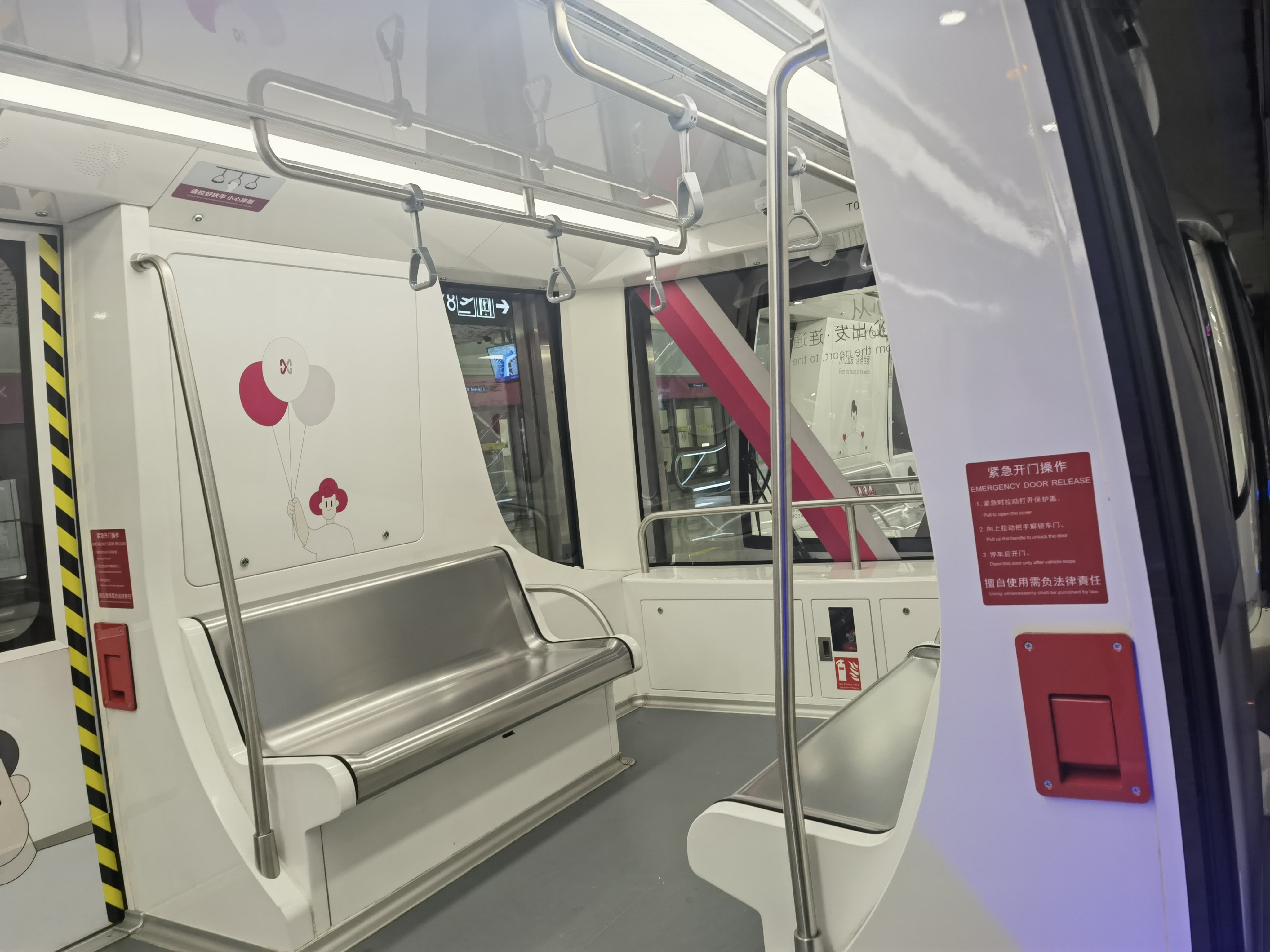
列车内部
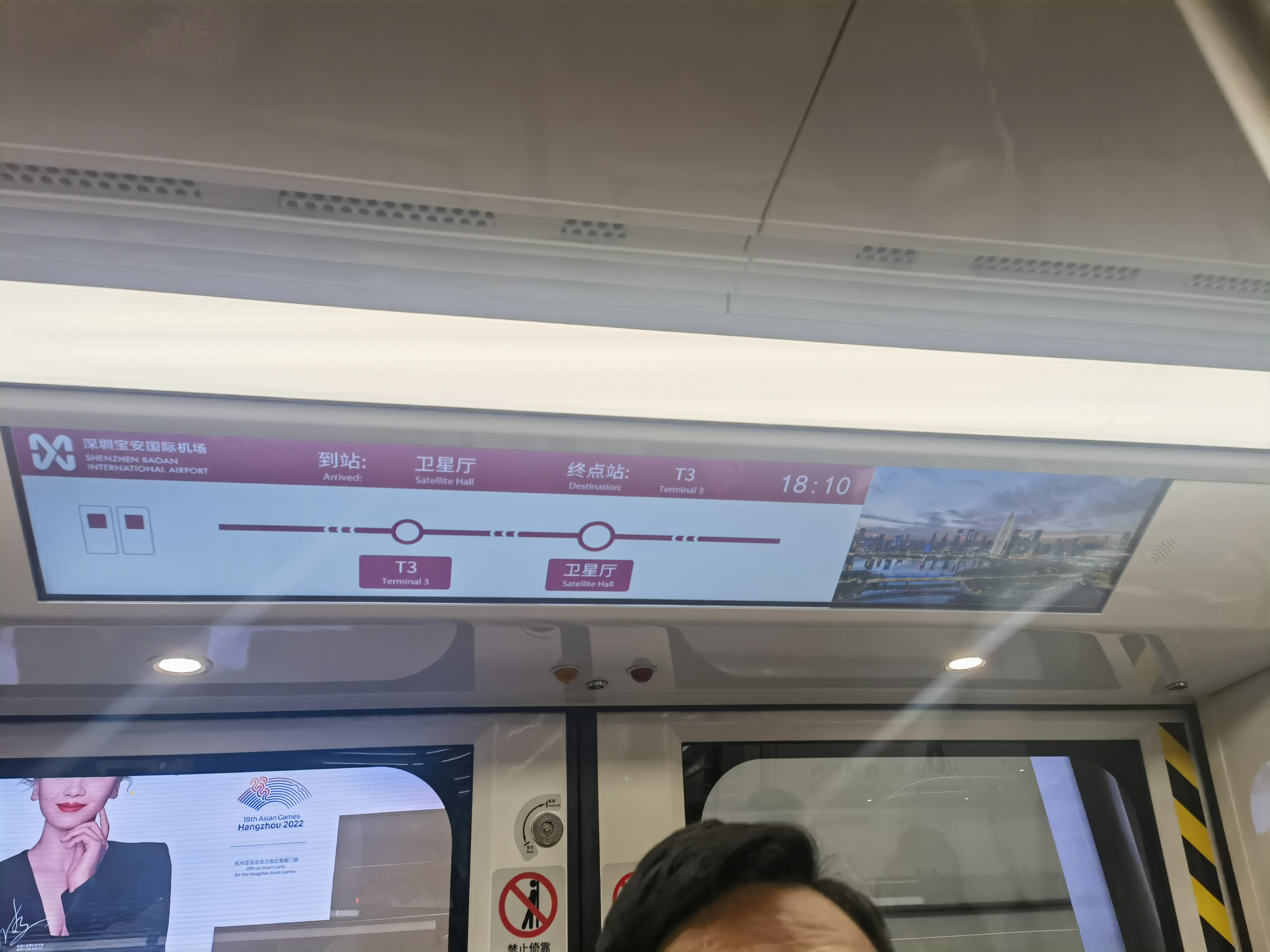
列车内的乘客信息系统

## 未来发展
随着深圳机场的持续扩建，位于安检区内的旅客捷运系统亦会向北延伸至未来的T2航站区，再向西南迂回，抵达位于机场东站附近，未来改建的T1航站区，以满足未来不同航站楼之间的旅客周转需求。
另有安检区外的旅客捷运系统的规划，但两者暂未有时间表。